# Brevicornu arcticum
Brevicornu arcticum är en tvåvingeart som först beskrevs av Lundstrom 1913.  Brevicornu arcticum ingår i släktet Brevicornu och familjen svampmyggor.
Artens utbredningsområde är Washington. Inga underarter finns listade i Catalogue of Life.